# Mardonio (educatore)
Mardonio (latino: Mardonius; fl. 339-363) è stato il maestro d'infanzia dell'imperatore romano Giuliano.
Mardonio, un eunuco di origine scita, era stato cresciuto nella casa del nonno materno di Giuliano ed era stato il tutore di Basilina, moglie di Giulio Costanzo e madre di Giuliano. Non è noto se fosse cristiano o pagano. Quando Giuliano, all'età di sette anni, fu inviato a Nicomedia, a casa della madre, la sua educazione fu affidata al vescovo Eusebio, il quale incaricò Mardonio di insegnare, in particolare la poesia greca di Omero ed Esiodo, al giovane rampollo e al suo fratellastro Gallo.
Attorno al 339 Eusebio fu promosso al vescovado di Costantinopoli, dove fu seguito da Giuliano; è probabile che anche Mardonio si sia recato nella capitale, dato che Libanio ricorda come Mardonio accompagnasse Giuliano a scuola nella Basilica. Quel che è certo è che quando, nel 342, Giuliano e Gallo furono inviati nella tenuta imperiale di Macellum, in Cappadocia, Mardonio non era con loro. Giuliano ebbe poi a ricordare che solo l'amore per lo studio instillatogli da Mardonio gli permise di vivere a Macellum senza perdere il senno, dedicandosi alla lettura.
Un passaggio del Contro Eraclio suggerisce che Mardonio fosse a corte nel 363; in tale occasione Giuliano parla del suo antico maestro, cui doveva l'amore per la letteratura e i rudimenti di etica, come di un "filosofo".
Libanio racconta che Mardonio fu un maestro ammirabile che custodì la virtù di Giuliano. Lo stesso Giuliano ricordava con nostalgia il suo vecchio maestro e il momento in cui era stato obbligato a lasciarlo.